# Balifolita
La balifolita és un mineral de la classe dels silicats. Rep el seu nom de la seva composició, contenint bari i liti, més el terme xinès que fa referència a "fibrós", en al·lusió a la seva estructura.

## Característiques
La balifolita és un inosilicat de fórmula química BaLiMg₂Al₃(Si₂O₆)₂(OH)₄. Cristal·litza en el sistema ortoròmbic. La seva duresa a l'escala de Mohs es troba entre 5 i 5,5.
Segons la classificació de Nickel-Strunz, la balifolita pertany a «09.DB - Inosilicats amb 2 cadenes senzilles periòdiques, Si₂O₆; minerals relacionats amb el piroxens» juntament amb els següents minerals: carfolita, ferrocarfolita, magnesiocarfolita, potassiccarfolita, vanadiocarfolita, lorenzenita, lintisita, punkaruaivita, eliseevita, kukisvumita, manganokukisvumita, vinogradovita, paravinogradovita, nchwaningita, plancheïta, shattuckita, aerinita i capranicaïta.

## Formació i jaciments
Va ser descoberta l'any 1975 a la mina Xianghualing, al comtat de Linwu, a la prefectura de Chenzhou (Hunan, Xina), l'únic indret on ha estat descoberta, on sol trobar-se associada a la zinnwaldita i al quars.